# Tattay István (tanár)
Tattay István (Nagyszombat, 1622. február 2. – Nagyszombat, 1676. április 9.) Jézus-társasági áldozópap és tanár.

## Élete
Tanította a grammatikát, humaniorákat és retorikát, két évig a bölcseletet. 1665-től a Pázmány intézet (Pázmáneum) rektora volt Bécsben, azután 1666-tól Pozsonyban és 1667-től kilenc évig a nagyszombati papi intézetben volt a szeminárium rektora.

## Műve
- Sapientia pernix pomo damasceno remorata. Tyrnaviae, 1655